# От другата страна на слънцето
„От другата страна на слънцето“ е български игрален филм (детски) от 1986 година на режисьора Варя Шиекова, по сценарий на Георги Богданов. Оператор е Ярослав Ячев. Музиката във филма е композирана от Стефан Димитров.

## Актьорски състав
- Филип Илков – Кокомас
- Георги Милушев – Рики-Тики
- Яна Донева – Трали-Вали
- Ивайло Лаков – Сове
- Калоян Ленков – Цоло-Боло
- Деница Асенова – Дора-Мона
- Живко Гарванов – Гостът от София
- Димитрина Савова
- Любен Чаталов
- Велико Стоянов
- Иван Танев
- Стела Арнаудова
- Добри Добрев
- Калин Арсов
- Валентин Вълчев

## Награди
Песента „Преди лятото“ от филма се изпълнява от Ваня Костова и Стефан Димитров с група „Вариант Б“.